# Hylaeus nigriconcavus
Hylaeus nigriconcavus är en biart som först beskrevs av Houston 1975.  Hylaeus nigriconcavus ingår i släktet citronbin, och familjen korttungebin. Inga underarter finns listade i Catalogue of Life.

## Bildgalleri

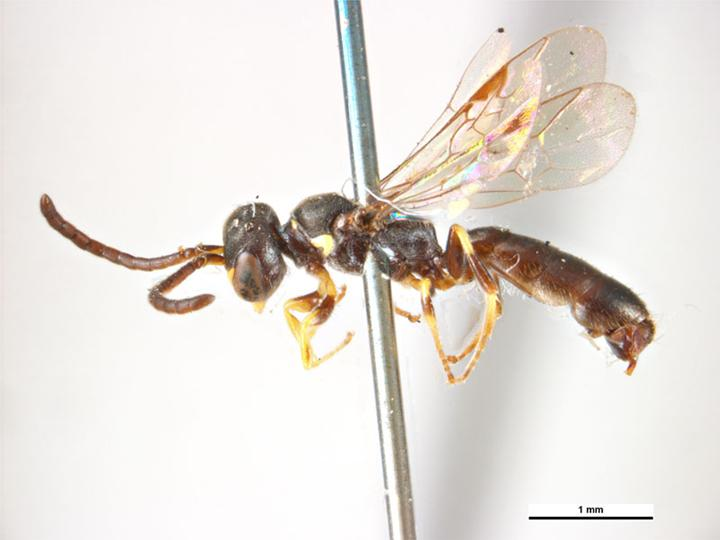